# Lágy litográfia

1. ábra – Mikrobélyegző „betintázása”. A felületi mintával ellátott PDMS bélyegzőre etanol és ODT (oktadekántiol) keverékéből álló oldatot juttatunk. Utóbbi a "tinta", amit végül az arany felületre akarunk felvinni.

2. ábra – Az oldatban lebegő ODT leülepszik a PDMS bélyegző felszínére és vékony réteg alakul ki belőle. Mikor az etanol elpárolog, a bélyegzőn ottmarad az ODT "tinta" rétege.

3. ábra – Az ODT-vel "betintázott" PDMS bélyegzőt az arany hordozóra helyezzük és az ODT az arany felületéhez köt. A bélyegző eltávolításakor az arannyal érintkező ODT az arany felületén marad (erősebben kötődik hozzá, mint a PDMS-hez). Így a bélyegző mintája az aranyra kerül.

A lágy litográfia (angolul: soft lithography) olyan technikák családja, amelyekben elasztomer (lágy, rugalmas) anyagokat, leginkább PDMS-t alkalmaznak. Egyrészt belőlük egy előre elkészített öntőformáról (angolul: mold) készítenek másolatot (replika). Ezek a másolatok lehetnek mikrocsatornák vagy más  csiplaboratóriumi eszközök. Másrészt, az ábrákon példaként bemutatott mikrobélyegzőkkel történő pecsételés is lágy litográfiás technikának számít. 
A lágy litográfiát általában a mikrométertől nanométerig terjedő mérettartományba eső részletekkel bíró struktúrák létrehozására használják. Egy ideje már kaphatók a kereskedelemben lágy litográfiai eszközök.

## Típusok
- PDMS mikrobélyegző[2]
- Mikrokontaktus nyomtatás[3]
- Többrétegű lágy litográfia[4]
- Nanogömb litográfia[5]
- Maratással létrehozott nanoméretű felületi mintázatok[6]

## Előnyök

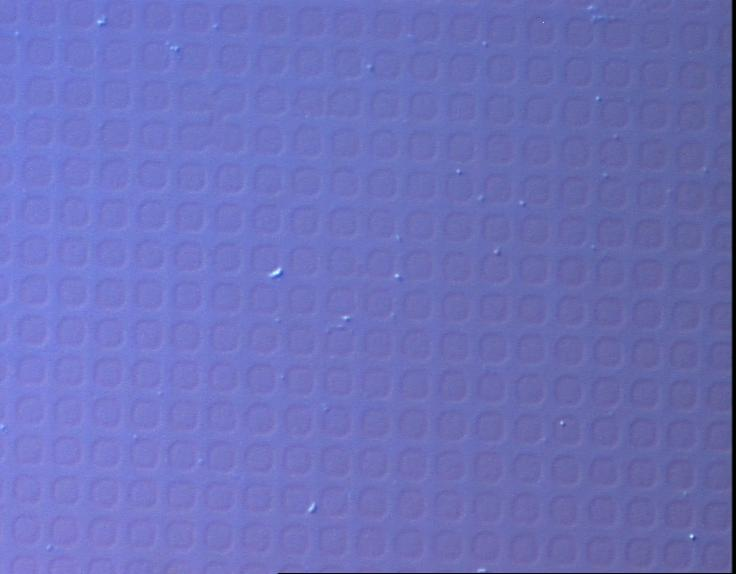
Egy sík felületen, lágy litográfiával (PDMS mikrobélyegzővel) sztreptavidinből létrehozott négyzetrácsmintázat SEEC mikroszkópos képe.

A lágy litográfiának van néhány egyedi előnye a litográfia más formáihoz (például a fotolitográfiához és az elektron-nyaláb litográfiához ) képest, a következők:
- Alacsonyabb tömeggyártási költség, mint a hagyományos fotolitográfia esetén
- Kiválóan alkalmas biotechnológiai alkalmazásokhoz
- Kiválóan alkalmas műanyag elektronikai alkalmazásokhoz
- Kiválóan alkalmas nagy vagy nem sík felületeket érintő alkalmazásokhoz
- Többféle mintázatátviteli módszer is lehetséges, mint a hagyományos litográfiai technikáknál (többféle „tinta”)
- Nincs szükség fotoreaktív (például fotopolimer) felületre a nanostruktúra létrehozásához
- A létrehozott struktúrák estében jobb térbeli feloldás érhető el, mint a fotolitográfiában. Ott ~30 nm, a felbontás, míg lágy litográfiában (az öntőformához használt  maszk felbontásától függően) ez elérheti akár a 6 nm-t.[7]

## Kapcsolódó oldal
- Nanolitográfia

## Fordítás
Ez a szócikk részben vagy egészben  a   Soft lithography című angol Wikipédia-szócikk ezen változatának fordításán alapul.  Az eredeti cikk szerkesztőit annak laptörténete sorolja fel. Ez a jelzés csupán a megfogalmazás eredetét és a szerzői jogokat jelzi, nem szolgál a cikkben szereplő információk forrásmegjelöléseként.